# روابط تاجیکستان و چین
روابط چین و تاجیکستان روابط دوجانبه بین جمهوری خلق چین و جمهوری تاجیکستان است که در ۴ ژانویه ۱۹۹۲، اندکی پس از انحلال اتحاد جماهیر شوروی برقرار شد.

## اقتصاد و تجارت
کل حجم تجارت بین دو کشور در سال ۲۰۱۲ به ۲ میلیارد دلار رسیده‌است. چین در میان سه شریک تجاری بزرگ تاجیکستان است. تعدادی از شرکتهای بزرگ چینی در صنایع مختلف در تاجیکستان فعالیت می‌کنند.

## اختلاف مرز
چین از سال ۱۸۸۴ حدود ۲۸۴۳۰ کیلومتر مربع از خاک تاجیکستان ادعای سرزمینی داشت که با معاهدات نابرابر از سلسله چینگ آن زمان گرفته شد.
در سال ۲۰۱۱، به عنوان بخشی از یک توافق‌نامه مرزی، چین رسماً ادعای خود را در مورد ۹۶٪ از کل سرزمین مورد مناقشه رد کرد، در حالی که تاجیکستان حدود ۴٪ - حدود ۱۱۱۳ کیلومتر مربع (۴۳۹ مایل مربع) - را به چین واگذار کرد.

## آموزش و فرهنگ
بیش از ۲۰۰۰ دانش آموز تاجیکی در بیش از ۱۱۲ مؤسسه مختلف در چین آموزش دیده‌اند. تعداد زیادی از دانش آموزان در یک مرکز آموزشی و فرهنگی کنفوسیوس در دوشنبه، تاجیکستان آموزش دیده‌اند. دولت چین دوره‌های آموزشی و سمینارهایی را در زمینه‌های مختلف برای متخصصان تاجیکستان ترتیب می‌دهد. مراکز زبان چینی در تعدادی از موسسات آموزش عالی جمهوری تاجیکستان افتتاح شده‌است. علاوه بر این، شهروندان جمهوری خلق چین نیز در دانشگاه‌های مختلف این کشور آموزش می‌بینند.
«گوشه فرهنگ چینی» در کتابخانه ملی تاجیکستان افتتاح شد. هر دو کشور نمایش‌ها و رویدادهای فرهنگی منظمی را برگزار می‌کنند.

## همکاری بین‌المللی
تاجیکستان و چین اعضای فعال سازمان‌های منطقه ای و بین‌المللی هستند و در چارچوب این سازمان‌ها، به ویژه سازمان همکاری شانگهای همکاری نزدیک دارند .
داشتن مرز مشترک با استان مسلمان شین جیانگ، ثبات سیاسی تاجیکستان برای چین بسیار مهم است. چین قاطعانه از تلاش‌های تاجیکستان برای حفظ امنیت و ثبات ملی پشتیبانی می‌کند و همچنین در توسعه اقتصادی به تاجیکستان کمک می‌کند. در سال ۲۰۱۲، تاجیکستان قول تقریباً یک میلیارد دلار آمریکا را به صورت کمک‌های بلاعوض، کمک‌های فنی و اعتبارات با شرایط ترجیحی از چین دریافت کرد.
سفارت جمهوری خلق چین در دوشنبه از ۱۳ مارس ۱۹۹۲ و سفارت جمهوری تاجیکستان در پکن در ۷ آوریل ۱۹۹۷ تأسیس شده‌است. سفیر فوق‌العاده و تام‌الاختیار جمهوری خلق چین در جمهوری تاجیکستان فن سیانژون (از اوت ۲۰۱۰) و سفیر فوق‌العاده و تام‌الاختیار جمهوری تاجیکستان در جمهوری خلق چین رشید اولیموف است (از ماه نوامبر ۲۰۰۵)
چارچوب حقوقی دو کشور بیش از ۲۰۰ توافق‌نامه بین دولتی و بین دولتی را در بر می‌گیرد.

### سازمان ملل
در ژوئیه ۲۰۱۹، تاجیکستان یکی از ۵۰ کشوری بود که از سیاست‌های چین در سین کیانگ حمایت کرد و با امضای نامه مشترکی به کمیساریای عالی حقوق بشر سازمان ملل متحد، «دستاوردهای چشمگیر چین در زمینه حقوق بشر» را ستود و ادعا کرد «اکنون امنیت و امنیت به سین کیانگ و بنیادین بازگشته است». حقوق بشر افراد از همه گروه‌های قومی در آنجا محافظت می‌شود.
در نوامبر ۲۰۱۹، تاجیکستان یکی از ۵۴ کشوری بود که بیانیه مشترک حمایت از سیاست‌های سین کیانگ چین را امضا کرد.
در ژوئن ۲۰۲۰، تاجیکستان یکی از ۵۳ کشوری بود که از قانون امنیت ملی هنگ کنگ در سازمان ملل حمایت کرد.

## همکاری نظامی
گفته می‌شود که نیروهای چینی با هدف نظارت بر دسترسی به راهرو واخان تقریباً از سال ۲۰۱۶ در تاجیکستان حضور داشته‌اند. وزیر امور خارجه جمهوری تاجیکستان وجود نیروهای چینی در تاجیکستان را انکار کرد.